# 大府市立東山小学校
大府市立東山小学校（おおぶしりつひがしやましょうがっこう）は、愛知県大府市にある市立小学校。

## 概要
1989年（平成元年）4月1日に新設された市内では二番目に新しい小学校である。

## 沿革
- 1989年（平成元年）4月1日 - 開校[1]。
- 1999年（平成11年）4月 - 特別支援学級「たんぽぽ」を新設[2]。
- 2005年（平成15年）4月 - 特別支援学級「なのはな」を新設[2]。

## 学校行事
- 入学式
- 修学旅行
- 野外活動
- 運動会
- 卒業式

など

## 通学区域
- 大府市[3]
  - 大府町長根
  - 長根町全域
  - 北山町四丁目の一部
  - 横根町林新田
  - 追分町全域
  - 東新町二丁目、三丁目

## 進学先中学校
- 大府市立大府中学校
- 大府市立大府北中学校

## 学区 / 校区内の主な施設
- 東山公民館
- 東山児童老人福祉センター
- 追分保育園

## 交通アクセス
- JR東海道本線「共和駅」より南東へ1,700m[1]

## 出身者
- 中井貴裕（柔道選手）[4]